# Gioconda Espina
Gioconda Ramona Espina Fernández (31 de agosto de 1948 en Maracaibo) es una psicoanalista, investigadora, profesora universitaria y feminista venezolana.

## Formación
Licenciada en Letras por la Universidad Central de Venezuela, maestra en Estudios de Asia y África del Norte por El Colegio de México y doctora en Estudios del Desarrollo por la Universidad Central de Venezuela. 
Es profesora titular de la Universidad Central de Venezuela y enseñante del Colegio Clínico de Caracas (adscrito a la IF-EPFCL).
Escritora de ensayos breves y libros sobre los estudios de género y el psicoanálisis.

## Trayectoria
Espina viene de la militancia de izquierda. De las organizaciones en las que formó parte, podemos mencionar a la Juventud Comunista, el FLN universitario (UCV) y el Movimiento al Socialismo (MAS), desde 1981 hasta 1983 con el Frente Feminista del MAS, disuelto ese año.
El año 1975 se declara en Venezuela como el Año de la Mujer y comienzan a surgir las primeras instituciones. Años más tarde, Espina obtiene su primer título universitario que fue la Licenciatura en Letras y luego siguió la senda de la investigación en El Colegio de México y, de retorno a Venezuela, en 1979, en el Centro de Estudios del Desarrollo de la UCV. 

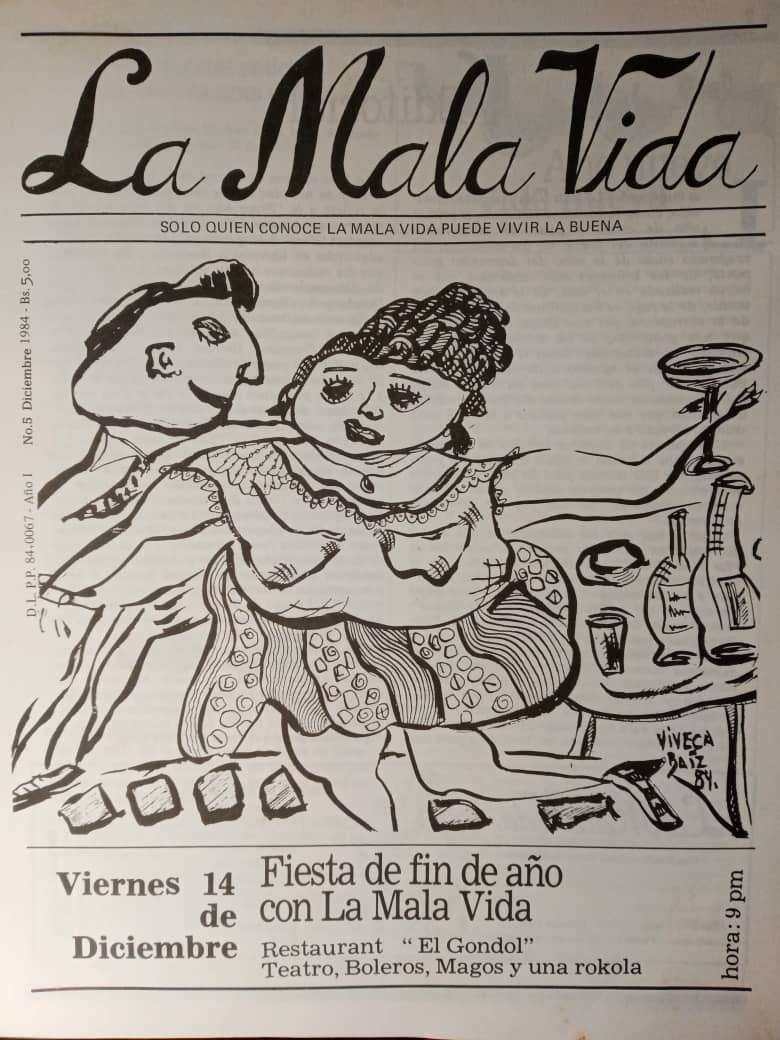
Revista fundada por Gioconda Espina, Giovanna Mérola, Zoraida Ramírez y María Centeno, entre otras. N°5 de diciembre de 1984. Portada con ilustración de Viveca Baiz.

Su trayectoria en la reivindicación de los derechos de la mujer incluye la creación de la revista “La Mala Vida”, junto a Giovanna Mérola R., Zoraida Ramírez, María Centeno y otras mujeres en mayo de 1984, una publicación "libre y de mujeres". En el editorial del número 5 (diciembre 1984) dice: "La respuesta de nuestros lectores ha sido entusiasta y nos estimula a seguir en este proyecto de asegurar una tribuna para las mujeres, quienes generalmente no tenemos espacio donde expresar nuestras opiniones, tal vez por ser demasiado irreverentes.".
Perteneció en una segunda etapa al Colectivo Feminista Miércoles, más conocido como grupo Miércoles, cofundado por Franca Donda. El nombre vino porque las integrantes del grupo se reunían ese día para reflexionar acerca de la mujer.
En 1985 cofundó la Coordinadora de Organizaciones No Gubernamentales de Mujeres (CONGM), a propósito de la participación de Venezuela en la Tercera Conferencia Mundial de Mujeres, celebrada en Nairobi, África. No asistió pero llevaron el documento  otras representantes del feminismo venezolano como la periodista Helena Salcedo, por el Sindicato Nacional de Trabajadores de la Prensa (SNTP), Lisbeth Guevara, por la Federación Venezolana de Abogadas (FVA) y María León por el sector femenino de la Central Unitaria de Trabajadores (CUTV).
Fue investigadora visitante, en 1989-90, en el PIEM de El Colegio de México; y en 1998-99 en la Escuela de Libre Enseñanza de Psicoanálisis, España. Cuenta con una Maestría de Estudios de Asia y África del Norte y un doctorado en Estudios del Desarrollo del Centro de Estudios del Desarrollo. En 1992 comenzó su formación en la escuela de Jacques Lacan en Caracas. El 2000 fue una de las participantes fundadoras de la IF-EPFCL en Río de Janeiro.

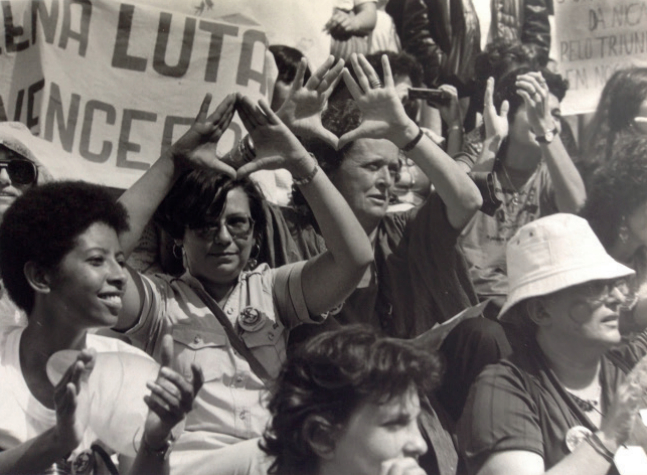
Segunda de izquierda a derecha: Gioconda Espina y Franca Donda, en el Encuentro de Feministas Latinoamericanas y del Caribe en Bertioga, Brasil, 1985.

En 1992 se crea en la Universidad Central, el Centro de Estudios de la Mujer, gracias a las reivindicaciones de Espina y otras compañeras como Adícea Castillo, Nora Castañeda, Magdalena Valdivieso, María del Mar Álvarez, Elizabeth Acosta, Ofelia Álvarez y otras. Entre los objetivos generales de este centro de la mujer se encontraban: promover el ofrecimiento de materias y cursos relacionados con la problemática de la mujer, dentro de un enfoque académico y científico; desarrollar el estudio y la investigación sobre temas relevantes para las mujeres que puedan estar relacionados con un trabajo de apoyo comunitario; crear un servicio de documentación y publicaciones que facilite el trabajo de estudiantes, investigadores y profesores interesados en algún tópico de la problemática femenina; divulgar los resultados de las investigaciones realizadas por tesistas, investigadores y profesores de la UCV y otras universidades del país.
Espina participa también en el asesoramiento de la redacción de la  Constitución de 1999, esta marca la vida de la mujer venezolana, al establecer su plena igualdad jurídica y elimina el lenguaje machista de su redacción.

## Pensamiento

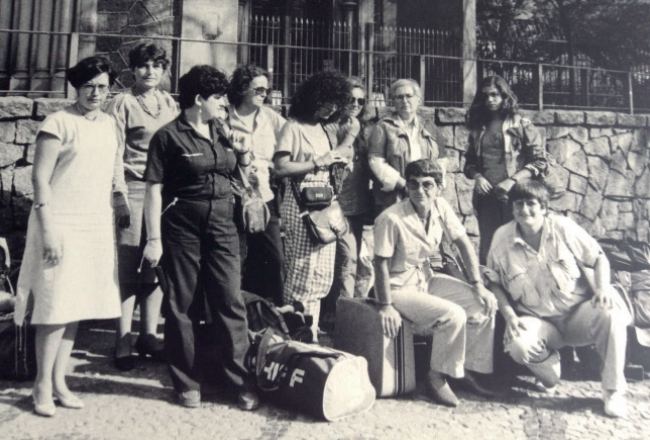
Encuentro de Feministas Latinoamericanas y del Caribe en Bertioga, Brasil, 1985. Gioconda Espina (primera a la izquierda), Franca Donda (con lentes oscuros en la fila de atrás), Vicky Ferrara, Tecla Tofano apoyada en la maleta y Gladys Parentelli a la derecha.

Espina una mujer que piensa que la mujer tiene que estar en el mismo lugar que el hombre, que no se la  puede seguir pensando y ubicando en  lugares separados y que, por situaciones como la de las mujeres de Arabia Saudita, que apenas recientemente lograron el permiso de manejar y el derecho al voto, o la práctica de la ablación en ciertas comunidades de África y Asia  hay que seguir en la lucha para promover y hacer cumplir la igualdad. En Venezuela tiene 20 años proponiéndole a las mujeres del gobierno actual ( presidido desde 1999 por Chávez y Maduro) que se dediquen a solicitar la aplicación de las leyes inclusivas y no a inventarse nuevas leyes que tampoco se van a aplicar hasta que no exista un voluntad política del Estado y del gobierno para hacerlas valer.

## Algunas obras
Entre algunas de sus publicaciones destacan las siguientes: 
- Mujer y utopía (1983).[6]
- Psicoanálisis y mujeres en movimiento (1997).[7]
- Oro parece, plata no es: sexos, géneros y orientaciones sexuales (2005).[8]

- De lo privado a lo público: 30 años de lucha ciudadana de las mujeres en América Latina.[9]
- Malestares a comienzos del siglo XXI.[10]

- ¿Movimiento de mujeres o mujeres en movimiento?.[11]
- Institucionalización de la lucha feminista/femenina en Venezuela: solidaridad y fragmentación, oportunidades y desafíos. Lebon, Nathalie y Maier, Elizabeth.[12]
- Psicoanálisis y subordinación femenina. Diosas, musas y mujeres.[13]
- Entre sacudones, golpes y amenazas: Las venezolanas organizadas y las otras. Mujeres y Participación Política.[14]
- Discriminación por orientación sexual desde la teoría psicoanalítica con enfoque de género.[15]
- Las feministas de aquí. Las Mujeres de Venezuela: Historia Mínima.[16]
- Psicopatología de la vida cotidiana de las mujeres.[17]
- La Violencia Lingüística promueve la otra violencia.[18]
- Suspender una boda por diferencias políticas no es novedad.[19]
- Populismo con Petróleo y Mujeres en Venezuela.[20]
- Todas mujeres pero diferentes.[21]
- Alejandra kollontai: Tanto nadar para ahogarse en la orilla.[22]
- Feminismo socialista con ética del cuido.[23]
- Hecho y escrito por mujeres.[24]
- A favor de las niñas.[25]
- Guerrilleras venezolanas de los años 60.[26]